# Alan Gornall
Alan Gornall (* 7. Mai 1960 in Clitheroe) ist ein ehemaliger britischer Radrennfahrer und nationaler Meister im Radsport.

## Sportliche Laufbahn
Gornall war Straßenradsportler. Bei den Commonwealth Games 1986 gewann er für England die Goldmedaille im Mannschaftszeitfahren. In der nationalen Meisterschaft im Straßenrennen wurde er hinter Darryl Webster Zweiter.
1981 siegte er im Eintagesrennen Archer Grand Prix vor Peter Longbottom, 1985 im Grand Prix of Essex vor Phil Bateman und in der Tour of the Peak vor Paul Curran. 1990 gewann er die britische Meisterschaft im Einzelzeitfahren. In der Rennserie British Best All-Rounder wurde er Dritter.
Gornall gewann in seiner Karriere eine Reihe von britischen Eintagesrennen, Zeitfahren und Etappen kleinerer Rundfahrten. In Kontinentaleuropa hatte er keine Erfolge. Die Internationale Friedensfahrt bestritt er zweimal. 1984 wurde er 62. und 1990 27. der Gesamtwertung. Gornall fuhr auch mehrfach das Milk Race.
1987 wurde er Berufsfahrer und blieb bis 1989 als Radprofi aktiv. Er startete für britische Radsportteams. Danach fuhr er wieder als Amateur.

## Familiäres
Seine Schwester Linda Gornall und sein Bruder Mark Gornall waren ebenfalls im Radsport aktiv.